# Van Taylor
Nicolas Van Campen Taylor, conosciuto come Van Taylor (Dallas, 1º agosto 1972), è un politico e militare statunitense, membro della Camera dei Rappresentanti per lo stato del Texas dal 2019 al 2023.

## Biografia
Nato a Dallas, Taylor studiò all'Università di Harvard. Arruolatosi nei marines, prese parte alla guerra in Iraq e venne decorato con numerose onorificenze tra cui la Presidential Unit Citation. Si congedò col grado di maggiore.
Entrato in politica con il Partito Repubblicano, nel 2006 si candidò alla Camera dei Rappresentanti ma venne sconfitto dal deputato democratico in carica Chet Edwards.
Nel 2010 vinse un seggio all'interno della Camera dei rappresentanti del Texas, la camera bassa della legislatura statale. Nel 2014 venne eletto nella camera alta, il Senato del Texas.
Nel 2018 Taylor si candidò nuovamente alla Camera dei Rappresentanti nazionale per il seggio lasciato da Sam Johnson e riuscì ad essere eletto deputato.
Si ritirò dalla Camera dei rappresentanti alla fine del 117º Congresso